# Jacobs-Nunatak
Der Jacobs-Nunatak ist ein 2407 m hoher Nunatak in der antarktischen Ross Dependency. Er ragt an der Westflanke der MacAlpine Hills und westlich des Entstehungsgebiets des Sylwester-Gletschers auf. 
Das Advisory Committee on Antarctic Names benannte ihn 1966 nach Willis Sumner Jacobs (* 1930), einem Geomagnetologen und Seismologen des United States Antarctic Program auf der Amundsen-Scott-Südpolstation im Jahr 1959.